# Sommarro, Karlstad
Sommarro är en stadsdel i sydvästra Karlstad. Sommarro avgränsas i söder och väster av Klarälven. Norr om området ligger Kvarnberget. Bebyggelsen består i huvudsak av bostadshus men har i söder den tidigare flygplatsen innan denna flyttade 1997. Gamla flygplatsområdet används numera som golfbana, för viss övningskörning samt för motortävlingar.